# Хумано друштво Голих
Хумано друштво „Голих” основано је 3. септембра 1926. године у Београду. Оснивачи су били ратници и ситне занатлије из тада сиромашног предграђа Црвени Крст, у коме је било доста сиромашне деце. Циљ друштва био је одевање деце целог краја, као и других делова града. Слава друштва била је Света Тројица.
Друштво се издржавало од улога и донација самих чланова, иако ни сами нису спадали у имућне грађане, показали су да иако су голи телом нису голи духом.
На дан своје славе друштво је добило као дар од краља Александра Карађорђевића суму од пет стотина динара, што је била велика помоћ за тако сиромашно друштво. Овај потез краља сведочи и о неопходности једног оваквог друштва у том периоду.
Друштво је имало двадесет редовних чланова, председник је био Илија Милошевић, секретар Момчило Јерковић, благајник Јосиф Стеванов. Чланови управе били су Миле Вучковић, Василије Михајловић, Савета Милошевић, Славко Јелача и Драги Марић.
Друштво је за време свог постојања набавило одећу за више стотина девојчица и дечака којима је била потребна. Остало је забележено да је друштво „обукло” много деце из основних школа „Филип Вишњић” и „Војислав Илић” у Београду. 